# Sofie Huber
Sofie Huber, verheiratete Sofie Günther (* 1754 in Breslau, † nach 1783) war eine deutsche Theaterschauspielerin.

## Leben
Huber machte als muntere Liebhaberin und durch ihre Wahrheit und Innigkeit allgemein den besten Eindruck. Sie war in Leipzig unter Koch, in Berlin unter Karl Theophil Döbbelin, in Dresden unter Pasquale Bondini engagiert und wirkte auch mit ihrem Gatten Friedrich Günther von 1780 bis 1783 in Wien.
Zu ihren besten Rollen zählte man die „Franziska“ in Minna von Barnhelm.
Todesort und -zeitpunkt sind unbekannt.